# Foetidia macrocarpa
Foetidia macrocarpa là một loài thực vật có hoa trong họ Lecythidaceae. Loài này được Bosser mô tả khoa học đầu tiên năm 1988.